# Montigny-sur-Armançon
Montigny-sur-Armançon é uma comuna francesa na região administrativa da Borgonha-Franco-Condado, no departamento de Côte-d'Or. Estende-se por uma área de 8,42 km². Em 2010 a comuna tinha 154 habitantes (densidade: 18,3 hab./km²).